# Полетичі
Полетичі (словен. Poletiči) — поселення в общині Копер, Регіон Обално-крашка, Словенія. Висота над рівнем моря: 347,1 м.